# Élections législatives de 1877 en Corse
Les élections législatives de 1877 ont eu lieu le 14 octobre.

## Députés élus
|   | Circonscription | Député sortant             |  | Groupe parlementaire | Député élu                         |  | Groupe parlementaire |
| - | --------------- | -------------------------- |  | -------------------- | ---------------------------------- |  | -------------------- |
| 1 | Ajaccio         | Eugène Rouher              |  | Appel au peuple      | Georges Eugène Haussmann           |  | Appel au peuple      |
| 2 | Bastia          | Eugène Rouher              |  | Appel au peuple      | Joseph Marie Raphaël de Casabianca |  | Appel au peuple      |
| 3 | Calvi           | Ernest Arrighi de Casanova |  | Appel au peuple      | Ernest Arrighi de Casanova         |  | Appel au peuple      |
| 4 | Corte           | Denis Gavini               |  | Appel au peuple      | Denis Gavini                       |  | Appel au peuple      |
| 5 | Sartène         | Hector Alexandre Bartoli   |  | Union républicaine   | Jean-Charles Abbatucci             |  | Appel au peuple      |

## Résultats à l'échelle du département
|                | Bonapartistes      | 32 771 | 67,85  | 5 |  |  |
|                | Républicains       | 9 295  | 19,24  | 0 |  |  |
|                | Centre gauche      | 3 668  | 7,59   | 0 |  |  |
|                | Union républicaine | 1 659  | 3,43   | 0 |  |  |
|                | Divers             | 67     | 0,14   | 0 |  |  |
|                |                    |        |        |   |  |  |
| Inscrits       | Inscrits           | 70 067 | 100,00 | 4 |  |  |
| Votants        | Votants            | 48 397 | 69,07  |   |  |  |
| Abstentions    | Abstentions        | 21 670 | 30,93  |   |  |  |
| Blancs et nuls | Blancs et nuls     | 96     | 0,20   |   |  |  |
| Exprimés       | Exprimés           | 48 301 | 99,80  |   |  |  |

## Résultats par arrondissement

### Arrondissement d'Ajaccio
|                | Georges Eugène Haussmann  | Bonapartiste   | 8 027  | 64,44  |  |  |
|                | Napoléon-Jérôme Bonaparte | Républicain    | 4 429  | 35,56  |  |  |
|                |                           |                |        |        |  |  |
| Inscrits       | Inscrits                  | Inscrits       | 18 259 | 100,00 |  |  |
| Votants        | Votants                   | Votants        | 12 499 | 68,45  |  |  |
| Abstention     | Abstention                | Abstention     | 5 760  | 31,55  |  |  |
| Blancs et nuls | Blancs et nuls            | Blancs et nuls | 43     | 0,34   |  |  |
| Exprimés       | Exprimés                  | Exprimés       | 12 456 | 99,66  |  |  |

### Arrondissement de Bastia
| Candidats      | Candidats                          | Étiquette,         | Premier tour | Premier tour |
| Candidats      | Candidats                          | Étiquette,         | Voix         | %            |
| -------------- | ---------------------------------- | ------------------ | ------------ | ------------ |
|                | Joseph Marie Raphaël de Casabianca | Bonapartiste       | 8 317        | 62,25        |
|                | Patrice de Corsi                   | Républicain        | 3 593        | 27,33        |
|                | Virgitti                           | Bonapartiste diss. | 1 195        | 9,09         |
|                | Divers                             | Divers             | 44           | 0,33         |
|                |                                    |                    |              |              |
| Inscrits       | Inscrits                           | Inscrits           | 20 637       | 100,00       |
| Votants        | Votants                            | Votants            | 13 182       | 63,88        |
| Abstention     | Abstention                         | Abstention         | 7 455        | 36,12        |
| Blancs et nuls | Blancs et nuls                     | Blancs et nuls     | 33           | 0,25         |
| Exprimés       | Exprimés                           | Exprimés           | 13 149       | 99,75        |

### Arrondissement de Calvi
|                | Ernest Arrighi de Casanova | Bonapartiste   | 3 429 | 72,57  |  |  |
|                | Marini                     | Républicain    | 1 273 | 26,94  |  |  |
|                | Divers                     | Divers         | 23    | 0,49   |  |  |
|                |                            |                |       |        |  |  |
| Inscrits       | Inscrits                   | Inscrits       | 6 548 | 100,00 |  |  |
| Votants        | Votants                    | Votants        | 4 737 | 72,34  |  |  |
| Abstention     | Abstention                 | Abstention     | 1 811 | 27,66  |  |  |
| Blancs et nuls | Blancs et nuls             | Blancs et nuls | 12    | 0,25   |  |  |
| Exprimés       | Exprimés                   | Exprimés       | 4 725 | 99,75  |  |  |

### Arrondissement de Corte
|                | Denis Gavini      | Bonapartiste   | 7 717  | 67,78  |  |  |
|                | Léonard Limperani | Centre gauche  | 3 668  | 32,22  |  |  |
|                |                   |                |        |        |  |  |
| Inscrits       | Inscrits          | Inscrits       | 16 152 | 100,00 |  |  |
| Votants        | Votants           | Votants        | 11 393 | 70,54  |  |  |
| Abstention     | Abstention        | Abstention     | 4 759  | 29,46  |  |  |
| Blancs et nuls | Blancs et nuls    | Blancs et nuls | 8      | 0,07   |  |  |
| Exprimés       | Exprimés          | Exprimés       | 11 385 | 99,93  |  |  |

### Arrondissement de Sartène
|                | Jean-Charles Abbatucci   | Bonapartiste       | 4 086 | 62,04  |  |  |
|                | Hector Alexandre Bartoli | Union républicaine | 1 659 | 25,19  |  |  |
|                |                          |                    |       |        |  |  |
| Inscrits       | Inscrits                 | Inscrits           | 8 471 | 100,00 |  |  |
| Votants        | Votants                  | Votants            | 6 586 | 77,75  |  |  |
| Abstention     | Abstention               | Abstention         | 1 885 | 22,25  |  |  |
| Blancs et nuls | Blancs et nuls           | Blancs et nuls     | 0     | 0      |  |  |
| Exprimés       | Exprimés                 | Exprimés           | 6 586 | 100    |  |  |